# Escherbothrium molinae
Escherbothrium molinae is een lintworm (Platyhelminthes; Cestoda). De worm is tweeslachtig. De soort leeft als parasiet in andere dieren.
Het geslacht Escherbothrium, waarin de lintworm wordt geplaatst, wordt tot de familie Triloculariidae gerekend. De wetenschappelijke naam van de soort werd voor het eerst geldig gepubliceerd in 1994 door Berman & Brooks.